# Nýznerov
Nýznerov (německy Niesnersberg) je osada, součást obce Skorošice v okrese Jeseník v Olomouckém kraji v České republice.

## Geografie
Osada Nýznerov se rozprostírá na úpatí Rychlebských hor v údolí Stříbrného potoka a jeho přítoků Nýznerovského potoka i potoka Malá voda. Sousedí s obcemi Skorošice na severu, Žulová na severovýchodě, Vápenná na východě, Polka na jihu a polským městem Nowy Gierałtów na západě.

## Historie
Původní místní názvy Glaseberg a Glasegrund, písemně zmíněné v roce 1612, naznačují, že v údolí kdysi stávala sklářská huť.
Poté, co byla obec Vápenná v roce 1775 povýšena na úroveň panství a získala tím nárok na vlastní poddané, nechal rychtář Franz Niesner v roce 1785 vybudovat v údolí Nýznerovského potoka osadu, která byla po něm pojmenována na Niesnersberg (česky Nýznerov). V obci Žulová a na zámku Jánský Vrch byla sídla vratislavské arcidiecéze, která začala osidlovat své pozemky. V hlubokém údolí potoka Malá voda byla na pozemku bývalého vápennského vrchního myslivce vybudována osada zvaná Myslivecká Paseka a řada nových domů i níže směrem k obci Žulová. 
Kolem roku 1800 bylo v osadě Myslivecká Paseka pět domů s 37 německy mluvícími obyvateli, kteří spadali pod obec Skorošice. V tehdejším Nýznerově bylo 27 domů se 111 německy hovořícími obyvateli. Od roku 1811 byly domy v Nýznerově a Myslivecké pasece důsledně číslovány. V první polovině 19. století byla osada dále rozšířena na Schlippengrund. V roce 1836 tvořilo kolonii Nýznerov celkem 51 převážně dřevěných domů, ve kterých žilo 332 německy mluvících lidí.
Hlavními zdroji příjmů bylo drobné zemědělství, tkalcovství a zpracování dřeva. V obci byla brusírna a huť. V okolí se těžilo vápno a grafit. Farností byla obec Skorošice. Až do poloviny 19. století zůstal Nýznerov částečně podřízen starostovi obce Vápenná a vratislavské arcidiecézi. Po zrušení statutu panství spadal Nýznerov od roku 1849 pod obec Vápenná. Počeštěný místní název Niesnersberk byl zaveden na konci 19. století a v roce 1924 se změnil na český název Nýznerov. Při sčítání v roce 1921 žilo v 52 domech v osadě Nýznerov 284 lidí, z toho 269 Němců a 6 Čechů.
Po Mnichovské dohodě byla obec v roce 1938 přidělena Německé říši a do roku 1945 patřila do bývalého německého saského okresu Freiwaldau. Během druhé světové války byl u Nýznerova pracovní tábor pro sovětské válečné zajatce. Po skončení druhé světové války se Nýznerov vrátil Československu. Většina německy mluvících obyvatel byla vyhnána v letech 1945/46.
Při krajské reformě v roce 1960 byl zrušen původní okres Jeseník a osada byla začleněna do okresu Šumperk. V roce 1961 byla část osady nazvaná Nýznerov 1 přeřazena z působnosti obce Vápenná pod správu obce Skorošice a zároveň došlo ke sloučení s částí osady nazvanou Nýznerov 2 do jedné městské osady Nýznerov. Začleněním obce Skorošice pod správu města Žulová přestal být Nýznerov v roce 1976 obcí.[zdroj?]
Od 24. listopadu 1990 Nýznerov opět patří pod správu obce Skorošice, ale nebyl mu udělen samostatný status obce. Od počátku roku 1996 je osada opět součástí okresu Jeseník. Při sčítání lidu v roce 2001 žilo v obci celkem 188 obyvatel.[zdroj?]

## Pamětihodnosti
- Kaple Nanebevzetí Panny Marie, postavená 1900-1901. V roce 2001 byla zrekonstruována.
- Nýznerovské vodopády, soutěska Stříbrného potoka na soutoku Bučínského potoka s kaskádou vodopádů je přírodní chráněná památka.
- Muzeum Skorošice, u horního výjezdu z města. Výstava je věnována společné tradici a přírodě polsko-českého pohraničí se zaměřením na okolí české obce Skorošice a polskou obec Skoroszyce.
- Hrob sovětských vojáků, kteří zemřeli v zajateckém táboře